# Zuidelijk gordeldier
Het zuidelijk gordeldier (Dasypus septemcinctus hybridus)  is een zoogdier uit de familie van de gordeldieren (Dasypodidae). De wetenschappelijke naam van de soort werd voor het eerst geldig gepubliceerd door Anselme Gaëtan Desmarest in 1804. Het werd lange tijd als aparte soort beschouwd, maar wordt sinds 2018 als ondersoort van het zevenbandgordeldier (Dasypus septemcinctus) gerekend omdat het hiermee sterke overlap had in morfologische kenmerken.

## Voorkomen
De soort komt voor in Brazilië, Paraguay, Uruguay en Argentinië.